# Гитлиц, Марк Моисеевич
Марк Моисеевич Гитлиц (Мордхе Гитлиц; 2 сентября 1895 , Михалишки — 8  августа 1945, Ленинград) — советский филолог, лингвист, поэт, специалист по истории языка идиш, один из известнейших в СССР лингвистов языка идиш.

## Биография
,М. Гитлиц  родился  2 сентября 1895 года в деревне Михалишки на берегу реки Вилия, недалеко от г. Вильнюса, в семье лесника. В семье было пятеро детей, три сестры и два брата. Детей учили ремеслу, они рано начинали трудовую жизнь.
М. Гитлиц с детства проявлял интерес к наукам, имел большую тягу к знаниям. В тринадцать лет был отдан в ученики к сапожнику, одновременно сдал экстерном экзамены за курс гимназии.
До 1926 года работал учителем в детском доме для детей-сирот, в народных домах Вильнюса и Каунаса. В эти  годы (до 1926 г.) был опубликован  сборник его стихов на языке идиш.
В двадцатые годы Гитлиц женился. Жена — Фанни Гитлиц (Фрадель Альперт; 1892, Каунас — 1950, Ленинград) выпускница историко-филологического факультета Варшавских Высших Женских курсов (1914), мл. научный сотрудник Словарного отдела Института языка и мышления АН СССР (1935-1941), из интеллигентной семьи; среди многочисленных родственников — раввины, учёные, писатели, политические деятели (египтолог  Исаак Григорьевич Лившиц  (1896-1970); переводчик французской классической литературы Дебора (Дора) Григорьевна Лившиц (1903—1988); первый секретарь ЦК РКСМ и организатор Коммунистического интернационала молодежи (КИМ) Лазарь А. Шацкин).
В 1922 году у них родилась  дочь (Анна Гитлиц (1922, Ковно –1991, Ленинград) — кандидат филологических наук, доцент, переводчик, критик, член Союза писателей СССР; работала в ЛГПИ им. А.И. Герцена (1949 -1991): РГПУ им. А.И. Герцена, на кафедре испанского яз., на кафедре немецкого яз.).
Весной 1926 года М. Гитлиц с семьей приехал в СССР, поселился в Ленинграде. Поступил в Ленинградский педагогический институт им. А.И. Герцена,  работал заведующим еврейским отделением рабфака Ленинградского государственного университета, читал лекции по истории еврейской литературы, служил в Евдомпросвете.
В 1932 году М.Гитлиц поступил в аспирантуру Института языка и мышления АН СССР (ныне Институт лингвистических исследований РАН). В 1935 году защитил кандидатскую диссертацию. Тема диссертации: «Проблема славянского слоя в языке идиш» (научный руководитель академик Н. Я. Марр). См.: Фотография из альбома АН СССР: XVII съезду ВКП(б) ( https://iling.spb.ru/about/history На фото: М. Гитлиц сидит лицом к Н.Я. Марру, первый слева).
После защиты диссертации был зачислен старшим научным сотрудником Кабинета семито-хамитских языков, затем Кабинета романо-германских языков, участвовал в работе Кабинета балтийских языков. См.: Материалы к истории Института лингвистических исследований РАН (1921–1937 и 1941–1945 гг.) / Составители А. Н. Анфертьева и Л. Б. Вольфцун. Отв. ред. Н. Н. Казанский. СПб.: ИЛИ РАН, 2021. https://iling.spb.ru/about/history
М. М. Гитлиц свободно владел семью языками, в том числе идиш, русским, литовским, польским, немецким, французским, а также древнееврейским и арамейским.
Основные научные интересы М. М. Гитлица лежали в области изучения истории и происхождения языка идиш, а также проблем общего языкознания. Одним из направлений исследований было изучение славянского компонента в языке идиш. М.Гитлиц выступал с докладами, выезжал по приглашению институтов страны с чтением лекций, писал статьи об учении академика Н.Я. Марра (1864-1934).
В годы блокады М. Гитлиц, его жена и дочь находились в осаждённом Ленинграде. В июне 1942 года дочь Гитлица ушла на фронт.
Во время войны М. М. Гитлиц написал докторскую диссертацию на тему «История еврейского языка (идиш)». Работа была полностью закончена Гитлицем в Казахстане, в г. Алма-Ате,
где он находился в эвакуации с конца 1942 г. по май 1945 г. вместе с группой сотрудников Института языка и мышления во главе с директором ИЯМ (1935-1950) академиком И.И. Мещаниновым (1883–1967)
Диссертация представляет собой труд, написанный на огромном фактическом материале с привлечением многочисленных памятников письменности XIV-XVIII вв. как на древнееврейском и арамейском языках, так и на современных языках. Работа раскрывает специфику происхождения языка идиш, который возник и развивался под влиянием в основном трёх источников: славянского, семитского и немецкого.
В мае 1945 года Гитлиц возвратился в Ленинград. 8 августа 1945 года М. М. Гитлиц скончался.
Правнучка — магистр востоковедения и африканистики, доцент Санкт-Петербургского государственного экономического университета (2011-2019), автор ряда статей по истории  Древнего Востока, испанской лексикологии, учебников и учебно-методических пособий по испанскому языку для  студентов и магистрантов (более 50 публикаций) Елизавета Вячеславовна Куцубина (род. 1980, Ленинград).

## Список известных трудов М. Гитлица
- Опубликованный   сборник стихов (на  яз. идиш). Издан до 1926 г.
- Прозаиш-гезелшафтлехе шпрах (Прозаический деловой язык). Учебник под ред. А.Зарецкого.[1] Учебное пособие для еврейской средней и высшей школы. 1932.
- Синтаксический  задачник для школ высшего типа.
- Проблемы омонимов // Академия наук СССР академику Н. Я. Марру. XLV. Ред. И. И. Мещанинов. М.- Л., 1935. С. 199-205.
- Проблема славянского слоя в языке идиш (Тезисы диссертации на степень кандидата наук). Июнь, 1935 г. Л.,1935
- Slavizmen in yidis fun 16-18 yorhundert lojt sriftlexe kveln // Lingvistise zamlung. Minsk, 1936. №3. S.73-97.
- О путях проникновения семитских элементов в еврейский язык (идиш) // Памяти академика Н. Я. Марра (1864-1934). Отв. ред. И. И. Мещанинов. М.- Л., 1938. IV, с. 77-92.(Отдельный оттиск из сб. «Памяти академика Н.Я.Марра» М.-Л.,1939.)
- Основные вопросы языка в освещении Н. Я. Марра. Дополнение к «Вопроснику по нормативной грамматике русского языка» //  Русский язык в школе. Отв. редактор С. Г. Бархударов. М., Учпедгиз, 1939, № 3, май-июнь, с.1-10.[2]
- Основные вопросы языка в освещении Н. Я. Марра (статья вторая) //  Русский язык в школе. Отв. редактор С.Г. Бархударов. М., Учпедгиз, 1939, № 4, июль-август, с.27-33.
- Происхождение языка// История первобытной культуры в 2-х тт. Отв. рук. П.П. Ефименко.1939 г. Т.1.Л.194-223.[3]
- К вопросу о специфике и путях развития еврейского языка (идиш) // Язык и мышление. М.-Л.,1940, №9, с.47-56
- Исследовательский путь Н. Я. Марра (на языке идиш). Работа сдана в печать в 1933 году. См.:ACTA LINGUISTICA PETROPOLITANA. Труды Института лингвистических исследований РАН. СПб.: Изд-во «Наука», 2013. С.356. [4]